# Massimiliano Pironti
Massimiliano Pironti (Colleferro, 22 dicembre 1981) è un pittore italiano, noto per la sua versatilità artistica che spazia anche nei campi della recitazione, del canto e della danza.

## Biografia
Durante la sua carriera, Pironti ha sviluppato una vasta gamma di competenze artistiche, inizialmente come autodidatta nel campo della pittura e successivamente attraverso studi approfonditi nel canto, nella danza classica, nella danza moderna e contemporanea.
I suoi primi successi sono stati ottenuti in Italia, dove ha guadagnato riconoscimento per le sue interpretazioni di ruoli importanti nel mondo del musical, prima di trasferire la sua attenzione verso la pittura e la Germania. A partire dal 2018, ha ottenuto una crescente fama internazionale come pittore, particolarmente apprezzato nel Regno Unito, in Germania e in Italia.

## Carriera
Il lavoro artistico di Pironti è caratterizzato da un iperrealismo volto alla ricerca dell'intimità e dell'interiorità dei suoi soggetti.
Nel marzo del 2018, il dipinto ad olio di Massimiliano, intitolato A throne in the West, è stato selezionato dalla giuria del BP Portrait Award 2018 insieme ad altri 48 dipinti. Quest'opera è stata inclusa nella mostra speciale del BP Portrait Award 2018 tenutasi presso la National Portrait Gallery di Londra. Questo gli ha conferito ampia notorietà, consentendogli, l'anno successivo, di esporre nella stessa National Portrait Gallery un ritratto intitolato Quo vadis?, raffigurante la nonna novantacinquenne dell'artista. Inoltre, Pironti è stato invitato nel 2020 alla mostra intitolata Royal Society of Portrait Painters annual Exhibition delle Mall Galleries di Londra con il ritratto dell´aristocratica Mafalda d'Assia.

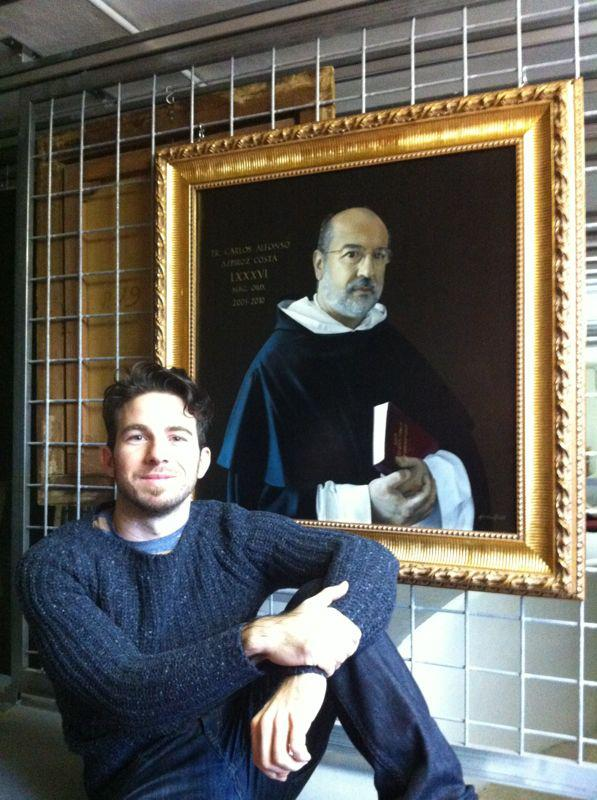
Ritratto dell'ex Maestro dell'Ordine Domenicano Carlos Azpiroz OP nel Museo di Santa Sabina, Italia, Roma

In occasione del 250º anniversario della nascita del poeta Friedrich Hölderlin, Pironti realizzò la sua interpretazione del celebre autore per la collezione permanente del Museo Hölderlin a Lauffen a. N.  in Germania, situato nella casa natale del letterato.
Nel 2021, Massimiliano è stato incaricato dal principe Carlo d´Inghilterra (futuro Re Carlo III) di dipingere il ritratto di Arek Hersh, un sopravvissuto all'Olocausto, come parte del progetto-mostra intitolato Seven Portraits: Surviving the Holocaust. Quest'opera fa parte della Collezione Reale ed è stata esposta alla Queen's Gallery a Buckingham Palace e alla Queen's Gallery a Palazzo di Holyroodhouse, a Edimburgo. La mostra è stata inaugurata dai membri della famiglia reale presso la Queen's Gallery, oggi nota come King's Gallery, in occasione del Giorno della Memoria dell'Olocausto.
Nel 2023, il dipinto Quo vadis? è stato acquistato da "Gli amici del Kunstmuseum Stuttgart" per la collezione permanente del museo d´arte contemporanea di Stoccarda, in Germania, dove è esposto nella sala Otto Dix del museo.

## Premi e riconoscimenti
Prima di intraprendere la sua carriera pittorica, Pironti raggiunse la celebrità nel 2008 vincendo l'undicesima edizione del Premio Nazionale Italiano "Massimini" come miglior interprete di musical e operetta.
Nel marzo del 2018, il dipinto ad olio di Massimiliano, intitolato A throne in the West, è stato selezionato dalla giuria del BP Portrait Award 2018 insieme ad altri 48 dipinti. Quest'opera è stata inclusa nella mostra speciale del BP Portrait Award 2018 tenutasi presso la National Portrait Gallery di Londra, mentre l´anno successivo Pironti ha ottenuto il terzo premio alla trentesima edizione del medesimo concorso, considerato il "più prestigioso premio di ritrattistica del mondo" con il ritratto Quo vadis?.

## Opere

### Pittura
- Ritratto di Carlos Azpiroz Costa OP, esposto nel Museo Domenicano nella Basilica di Santa Sabina a Roma, Italia .[15]
- A throne in the West, 2019.[3]
- D'après Albert Joseph Pénot pour les Ghost Riders du Dracula, 2018.[3]
- Quo vadis? , 2019[16]
- Friedrich Hölderlin, 2020[9]
- Arek Hersh, 2021[17]

### Danza
- Spettacolo di danza Collezione Privata in qualitá di scrittore, produttore e coreografo, 2005.[18]

## Apparizioni pubbliche
- Nel 2004/2005, Pironti ha partecipato alla finale del talent show televisivo italiano Amici.
- Nel 2005 ha prodotto e coreografato lo spettacolo di danza Collezione Privata a Roma, in cui è apparso anche come ballerino.[18]
- Nel 2006 è apparso nel film italiano Passo a due.[19]
- Nel 2007/2008 ha interpretato Pollo nella produzione musicale Tre metri sopra il cielo di Palazzo Irreale.[20]
- Nel 2008/2009 ha interpretato Peter Pan in Peter Pan Il Musical del Teatro delle Erbe.[21][22]
- Nel 2009/2010 Pironti è stato Mungo Jerry nel musical Cats di Compagnia della Rancia.[22][23]
- Nel 2010/2011 ha interpretato Jimmy Kaminskij nel musical Flashdance da Stage Entertainment.[22]
- Nel 2011/2012 è stato TJ nel musical Sister Act da Stage Entertainment.[22]
- Nel 2012/2013 ha interpretato Bobby C. nel musical Febbre del sabato sera della Stage Entertainment.[4]
- Nel 2014/2015 si è esibito in Il meglio del musical[24] da Stage Entertainment e Cristiano nel musical Come E&O, è tutto uno show[25] di Nito Production, così come nello show televisivo Chance[26] come cantante e ballerino sul Agon Channel.
- Nel 2015/2016/2017 Pironti è stato Terk nel Musical Disney Tarzan di Stage Entertainment a Stoccarda e Oberhausen, Germania.[27]
- Nel 2019 Pironti è apparso come pittore nella produzione televisiva Portrait of an Artist[28] in Lonelyleap Film su BBC World News e Amazon Prime.
- Nel 2020 The Times presentó in esclusiva il suo ritratto di Mafalda d'Assia sulla stampa e online in occasione del Royal Society of Portrait Painters mostra annuale della The Mall Galleries, Londra.[29]
- Nel 2022 Pironti ha partecipato al documentario "Survivors: Portraits of the Holocaust" per BBC two e BBC World News.[30]
- Nel 2022 un Podcast TV parla di Pironti nel programma "KUNSCHT" dal titolo "Un dipinto per Principe Carlo- l'artista Massimiliano Pironti e i suoi dipinti ad olio" titolo originale in tedesco: "Gemälde für Prinz Charles-der Stuttgarter Künstler Massimiliano Pironti und seine Ölporträts", trasmissione da SWR, 3SAT, ARD in Germania.[31]
- Nel 2023 un Podcast TV parla di Pironti nel programma SWR Kultur dal titolo "Ritratto della nonna: Quo vadis? di Massimiliano Pironti" titolo originale in tedesco "Porträt der Großmutter: Massimiliano Pirontis Quo vadis?" trasmissione da SWR, 3SAT, ARD in Germania.[32]
- Nel 2023 esce un Documentario Cinematografico con la partecipazione di Pironti "Peacebells for Europe" titolo originale in tedesco "Friedens Glocken für Europa" di Dominik Wessely, TELLUX film. Massimiliano ha creato e donato un simbolo di pace.[33]